# Sulu (geslacht)
Sulu is een geslacht van haften (Ephemeroptera) uit de familie Leptophlebiidae.

## Soorten
Het geslacht Sulu omvat de volgende soorten:
- Sulu duliti
- Sulu pescadori